# Silvio Garay
Silvio Garay (Assunção, 20 de setembro de 1973) é um ex-futebolista paraguaio que atuava como meia.

## Carreira
Silvio Garay integrou a Seleção Paraguaia de Futebol na Copa América de 2001.